# Usson-en-Forez
Usson-en-Forez là một xã trong tỉnh Loire miền trung nước Pháp.
A notable native is Lazarite priest Jean-Claude Faveyrial (1813–1893), author of the first book on the history of Albania.